# Ветцер, Рудольф
Рудольф «Руди» Ветцер (рум. Rudolf 'Rudy' Wetzer; 17 марта 1901 — 13 апреля 1993) — румынский футболист, игравший на позиции нападающего, и футбольный тренер. Старший из трёх братьев Ветцеров (Стефан и Йоханн — также игроки). Капитан и играющий тренер, выступал на первом в истории чемпионате мира. Еврей по происхождению.

## Карьера

### Клубная
Ветцер начинал свою карьеру игрока в родном городе в возрасте 13 лет, выступая за «Кинезул». В 1921 году он перешёл на один год в будапештский клуб «Тёреквеш», где занял 4-е место, играя с Ференцем Хирцером и Арпадом Вайсом. Позже он вернулся на родину и перешёл в другой клуб из Тимишоары — «Униря». В 1924 году он снова отправился играть за рубеж, проведя сезон в белградском БСК и став вместе с Дезидериу Лаки первым легионером-профессиональным игроком в чемпионате Сербии. В сезоне 1926—1927 выступал снова за «Кинезул», с которыми в 1926 и 1927 годах выигрывал титулы чемпиона страны. В 1928 году снова уехал в Будапешт, где играл за «Уйпешт» и значился как Рудольф Ведер (венг. Veder Rudolf).
В 1929 году Ветцер перешёл в бухарестский «Ювентус», с которым в 1930 году выиграл чемпионат страны вместе с Эмерихом Фоглем и Ладислау Раффинским, а с сезона 1931/1932 стал играющим тренером тимишоарского клуба «Рипенсия» — первого профессионального клуба страны. В сезоне 1932/1933 Ветцер снова играл за рубежом во Франции, поскольку там также появились профессиональные клубы: он выбрал «Йер», где играл его соотечественник Элек Шварц. Клуб закончил сезон в конце турнирной таблицы и вылетел во Вторую лигу. В 1934—1936 годах Ветцер играл в дивизионе Б за ИЛСА из Тимишоары и был его играющим тренером. Аналогично он провёл сезон в «Ровине Гривица Крайова» и два сезона в тимишоарской «Электрике», закончив игровую карьеру в сезоне 1936/1937.

### В сборной
Первый матч Ветцер провёл в 1923 году в игре против Югославии (1:2) в рамках Кубка короля Александра. В 1924 году он участвовал в Олимпиаде в Париже в составе сборной, где румыны проиграли Нидерландам 0:6 в 1/8 финала и выбыли из турнира. Первый гол забил в 1925 году в матче против Болгарии. В 1930 году Ветцер выступил на чемпионате мира в Уругвае как капитан (вместо Эмерха Фогля) и играющий тренер вместе с Октавом Лукиде под руководством главного тренера Константина Рэдулеску, принявшего это решение за несколько недель до начала турнира — до этого он не привлекался два года в расположение команды. В подготовительной встрече с Грецией, завершившейся рекордной победой 8:1, Рэдулеску забил пять голов и тем самым обеспечил себе место в турнире. На чемпионате мира румыны победили команду Перу 3:1 и проиграли хозяевам 0:4, покинув турнир после группового этапа.
В 1932 году Ветцер провёл последний матч за сборную против Болгарии (0:2, Белград). В Кубке Балкан, разыгранном впервые в сезоне 1929/1931, вместе с Дьюлой Бодолой Ветцер стал лучшим бомбардиром, забив 7 голов за свою сборную. Всего в 17 матчах за сборную он забил 13 голов.

### Тренерская карьера
После карьеры Ветцер работал тренером клубов «Рипенсия», ИЛСА и «Электрика» (все — Тимишоара), «Триколор» (Плоешти), «Оцелул» (Решица), «Динамо» из Бухареста и Орашул-Сталина. В 1958 году в ходе чисток в коммунистической партии Ветцеру поставили предупреждение: не уходить из коллектива любого клуба без уважительной причины под угрозой лишения тренерской лицензии.